# Cepphis relictaria
Cepphis relictaria là một loài bướm đêm trong họ Geometridae.